# Saló Olímpia
El Teatre Olympia, Teatre Olímpia o Saló Olímpia va ser un teatre de la ciutat de Barcelona, situat al Paral·lel i que va funcionar entre 1900 i 1909. Estava situat al costat del Gran Cafè Espanyol i la Barberia de l'Obrer.
Era de fusta i havia estat projectat per l'arquitecte Vigo. Es dedicava a la pantomima, les varietats i el cinema. Va ser molt popular, especialment entre les famílies obreres.
El 29 d'abril de 1906 va començar un incendi a la cabina de projeccions, que va provocar el pànic del públic, tot causant ferits i un mort.
Quan va tancar, el local va ser ocupat pel cafè-concert Sevilla.
No s'ha de confondre amb el Saló Pompeia, també al Paral·lel, i que va dir-se Teatre Olímpia entre 1912 i 1914, ni amb el Teatre Circ Olímpia, a la Ronda de Sant Pau, que va funcionar entre 1924 i 1947.